# Rodeio
Rodeio es un municipio brasileño del estado de Santa Catarina. Tiene una población estimada al 2022 de 12 757 habitantes. Pertenece a la Región metropolitana del Valle de Itajaí.

## Toponimia
Rodeio viene del portugués para rodeo.

## Historia
La localidad fue colonizada por inmigrantes tiroleses e italianos en 1875 a petición del Dr. Blumenau. Formó parte de Blumenau desde su fundación, y se emancipó el 14 de marzo de 1937.